# Evgenij Aleksandrovič Mravinskij
Evgenij Aleksandrovič Mravinskij (in russo Евгений Александрович Мравинский?; San Pietroburgo, 4 giugno 1903, 22 maggio del calendario giuliano – Leningrado, 19 gennaio 1988) è stato un direttore d'orchestra sovietico.

## Biografia
Dopo aver studiato inizialmente biologia all'Università di Pietrogrado, nel 1924 riuscì ad entrare al Conservatorio come studente non pagante grazie all'intervento della sorellastra del padre, Aleksandra Kollontaj, prima presso il commissario per l'istruzione Anatolij Vasil'evič Lunačarskij, poi presso il rettore del Conservatorio Aleksandr Konstantinovič Glazunov.
Il suo esordio come direttore d'orchestra ebbe luogo nel 1929, mentre, nell'ottobre del 1938, ottenne l'incarico di direttore principale della Filarmonica di Leningrado, incarico che egli conservò fino alla morte.
Diresse in prima assoluta molti lavori di musicisti russi, in particolare di Sergej Sergeevič Prokof'ev e Dmitrij Šostakovič, e portò in giro per l'Europa e negli Stati Uniti la musica dei compositori russi, sempre con la Filarmonica di Leningrado.